# Serrat Rodó (Puig-reig)
El Serrat Rodó és una muntanya de 551 metres que es troba al municipi de Puig-reig, a la comarca catalana del Berguedà.